# ناوچه سبک کلاس تپی
ناوچهٔ سبک کلاس تپی (به انگلیسی: Tapi-class corvette) یک کلاس از کشتی به طول ۲۷۵ فوت (۸۳٫۸ متر) است.